# Perklorsyre
Perklorsyre er en mineralsk syre med den kemiske formel HClO4. Den fremtræder som en farveløs væske. Perklorsyre er en stærkere syre end svovlsyre og salpetersyre. I praksis bruges hovedsageligt vandige opløsninger af perklorsyre. Varm perklorsyre er et kraftigt oxidationsmiddel; ved stuetemperatur udviser vandige opløsninger af perklorsyre (op til 70 vægt-%) dog generelt kun syreegenskaber uden samtidig at være oxiderende. Perklorsyre er nyttig i fremstillingen af perkloratsalte, især ammoniumperklorat (NH4ClO4), som er en vigtig bestanddel i raketbrændstof. Perklorsyre er stærkt ætsende og danner let potentielt eksplosive kemiske blandinger.